# چاه عمیق حسین جغتایی شماره ۱
چاه عمیق حسین جغتایی شماره ۱ یک منطقهٔ مسکونی در ایران است که در دهستان میان‌جوین واقع شده‌است. چاه عمیق حسین جغتایی شماره ۱ ۶ نفر جمعیت دارد.